# Олійник Анатолій Анатолійович
Анато́лій Анато́лійович Олі́йник (нар. 26 червня 1992 — пом. 17 листопада 2014) — сержант (посмертно) 169-го навчального центру Сухопутних військ Збройних Сил України, загинув в ході російсько-української війни.

## Життєпис
Інструктор навчального взводу навчальної роти 718-го окремого навчального автомобільного батальйону 169-го навчального центру Сухопутних військ ЗСУ.
16 листопада 2014 року поблизу Дебальцевого на блокпосту «Гостра Могила» — курган між селами Польове та Орлово-Іванівка — на фугасі підірвалась військова вантажівка «Урал»; від розриву міни загинули полковник Володимир Рвачов, підполковник Микола Яжук, майор Віталій Вашеняк та солдат Олександр Іщенко. 
Сержант Анатолій Олійник загинув у часі поїздки по тіла загиблих — автомобіль підірвався на протитанковому радіокерованому фугасі біля села Орлово-Іванівка. Тоді ж загинули молодший сержант Яніс Лупікс і молодший сержант Олександр Будько.
Похований у селі Антонівка, Скадовський район, Херсонська область.
Без Віталія лишились батьки, дружина, донька, малолітній син, три сестри.

## Нагороди та вшанування
- Указом Президента України № 311/2015 від 4 червня 2015 року, «за особисту мужність і високий професіоналізм, виявлені у захисті державного суверенітету та територіальної цілісності України, вірність військовій присязі», нагороджений орденом «За мужність» III ступеня (посмертно)[1].
- 30 січня 2015 року встановили меморіальну дошку на шкільній будівлі Антонівки.
- Рішенням 48 сесії Скадовської районної ради 6 скликання № 828 від 04.12.2014 присвоєно звання «Почесний громадянин Скадовського району» (посмертно)[2].